# 國道22號 (越南)
國道22號（越南语：／，簡稱QL.22，又稱）是越南南部的一條公路，自东南向西北連接该国最大城市胡志明市（國道1號）和西寧省木排口岸，並與柬埔寨1號國道相連。全長59公里。该公路也是亚洲公路1号线的一部份。